# Cygnus (geslacht)
Cygnus is een geslacht van vogels uit de familie van de eendachtigen (Anatidae).

## Soorten
De volgende soorten worden in dit geslacht geplaatst:
- Cygnus atratus – Zwarte zwaan
- Cygnus buccinator – Trompetzwaan
- Cygnus columbianus – Kleine zwaan/Fluitzwaan
  - C. c. bewickii – Kleine zwaan
  - C. c. columbianus – Fluitzwaan
- Cygnus cygnus – Wilde zwaan
- Cygnus melancoryphus – Zwarthalszwaan
- Cygnus olor – Knobbelzwaan

In Nederland worden de kleine zwaan (Cygnus columbianus bewickii) en de fluitzwaan (Cygnus columbianus columbianus) als twee aparte soorten beschouwd. Op internationale lijsten worden deze doorgaans als twee ondersoorten van dezelfde soort genoemd.